# Wolodymyr Schepeljew
Wolodymyr Andrijowytsch Schepeljew (ukrainisch Володимир Андрійович Шепелєв, englische Transkription: Volodymyr Shepelyev; * 1. Juni 1997 in Altestowe) ist ein ukrainischer Fußballspieler. Der Mittelfeldspieler steht bei Dynamo Kiew unter Vertrag und spielt für die ukrainische Nationalmannschaft.

## Karriere

### Verein
Ab 2004 spielte Schepeljew in der Jugend von Tschornomorez Odessa. 2010 wechselte er zu Dynamo Kiew. Mit den Kiewer Juniorenmannschaften wurde er in den Spielzeiten 2012/13 (U16), 2013/14 (U17) und 2015/16 (U19, U21) ukrainischer Juniorenmeister. In der Saison 2015/16 kam er in der UEFA Youth League zu sieben Einsätzen.
Nachdem er ab 2014 auch in der zweiten Mannschaft von Dynamo Kiew eingesetzt worden war, gab Schepeljew am 19. Spieltag der Saison 2016/17 sein Debüt in der Premjer-Liha. Beim 2:1-Auswärtssieg gegen Sorja Luhansk spielte er die gesamten 90 Minuten. In derselben Spielzeit kam er im ukrainischen Pokal zu zwei Einsätzen, darunter das Finale, das mit 1:2 gegen Schachtar Donezk verloren wurde. In der Premjer-Liha 2017/18 erzielte er am ersten Spieltag beim 2:1-Sieg gegen seinen Jugendverein Tschornomorez Odessa mit dem Ausgleich zum 1:1 seinen ersten Treffer. Wenig später kam er in den Qualifikationsspielen gegen den BSC Young Boys zu seinen ersten Champions-League-Einsätzen. In der Europa League wurde er im August 2017 in den Play-offs gegen Marítimo Funchal erstmals eingesetzt.
In der Saison 2018/19 entwickelte sich Schepeljew zum Stammspieler, als er in der Liga zu 24 Startelfeinsätzen kam und in der Europa League, in der die Kiewer das Achtelfinale erreichten, lediglich bei einem der zehn Spiele (aufgrund einer Sperre) ohne Einsatz blieb. Zu Beginn der folgenden Spielzeit erzielte Schepeljew in der Champions League beim Qualifikationsrundenrückspiel gegen den FC Brügge mit dem Treffer zur 2:1-Führung sein erstes Tor bei einem internationalen Wettbewerb, der Endstand von 3:3 reichte jedoch nicht zum Weiterkommen. Im weiteren Saisonverlauf gehörte er in der Liga und in der Europa League erneut meist der Startelf an. Im Juli 2020 gewann er mit Dynamo Kiew erstmals den ukrainischen Pokal, wobei er im Finale gegen Worskla Poltawa kurz vor Beginn des Elfmeterschießens ausgewechselt wurde.
In der Saison 2020/21 verlor er seinen Stammplatz, gehörte in der Liga neunmal der Startelf an und wurde mit der Mannschaft ukrainischer Meister. Während er im Pokal, bei dem die Kiewer ihren Titel verteidigten, lediglich im Halbfinale zu einem Kurzeinsatz kam, wurde er bei den internationalen Wettbewerben neunmal eingesetzt.

### Nationalmannschaft
In den Altersklassen U16 bis U20 kam Schepeljew in den ukrainischen Juniorennationalmannschaften zu insgesamt 27 Einsätzen, bei denen er zwei Tore erzielte. Sein Debüt in der A-Nationalmannschaft gab er am 6. Juni 2017 beim Freundschaftsspiel gegen Malta, als er in der Halbzeitpause eingewechselt wurde. Fünf Tage später kam er in der WM-Qualifikation beim 2:1-Auswärtssieg gegen Finnland zu seinem ersten Pflichtspieleinsatz. Er wurde in der 76. Minute für Wiktor Kowalenko eingewechselt. Im November 2017 hatte er in der Qualifikation zur U21-EM 2019 seine ersten beiden Einsätze in der U21-Nationalmannschaft. Drei weitere Male wurde er im U21-Qualifikationswettbewerb eingesetzt und verpasste mit dem Team knapp die Endrunde.
Nach knapp zwei Jahren Pause kam Schepeljew 2019 zu vier weiteren Kurzeinsätzen in der A-Nationalmannschaft, darunter zweimal in der EM-Qualifikation. Nachdem er 2020 nur einmal eingesetzt worden war, wurde er im April 2021 von Andrij Schewtschenko für den vorläufigen Kader für die EM 2021 nominiert. Im endgültigen Aufgebot wurde er jedoch nicht berücksichtigt.

## Erfolge
- Ukrainischer Fußballpokal: 2020, 2021
- Ukrainischer Meister: 2021